# 임페리움 에우로파

임페리움 에우로파(라틴어: Imperium Europa, 라틴어로 "유럽 제국")는 범유럽주의와 자유주의, 환경주의 등의 사상을 통합한 몰타의 극우 백인민족주의 정당으로, 2000년 노먼 로웰(라틴어: Norman Lowell)이 창당하였다.